# ニックス (競馬)
ニックスとは競走馬の生産において、優秀な競走馬の生まれる可能性が高い血統の組み合わせのことをいう。

## 概要
ニックスは「結果として出た成功例から、傾向や特徴を割り出す」概念であって、結果が出ていない状況下で成功例を推測する性質のものではない。ある繁殖馬が優れた産駒を生み出した場合、生産者は二番煎じの形で同じ組み合わせの交配を試みる傾向がある。そうして生産された競走馬がさらに成功を収めた場合、その組み合わせはニックスとしてますます注目され、模倣されていく。

### 世界におけるニックス
1970年代のアメリカ競馬界では、ボールドルーラー×プリンスキロの組み合わせがニックスとして注目を浴び、これを模倣した配合から多くの優れた競走馬が生産された。
多くの生産者が特定のニックスを実践し成功を収めた場合、似通った血統構成をもつ種牡馬や繁殖牝馬が多く生まれ、そのために適切な交配相手を見つけにくくなるという問題が生じることもある。

### 日本におけるニックス
日本でも、メジロマックイーンを父に持つ繁殖牝馬にステイゴールドを配合した数少ない産駒から、重賞・G1を制した馬を多数輩出し、新たなニックスとして生産界から注目を集めた。また2012年から11年連続でリーディングサイアーを獲得したディープインパクトについては、ストームキャットやフレンチデピュティ、アンブライドルズソングとの相性が良いことで知られており、これらもニックス/黄金配合と呼ばれた。
2021年には父にキングヘイローを持つ繁殖牝馬と、ディープインパクト（全兄ブラックタイドを含む）を父に持つ種牡馬から産まれた産駒が重賞競走を次々と制覇し話題となる。キングヘイローの父系とディープインパクトの母系が似通った血統構成であることや、父父ディープインパクトとの配合が適度な同系交配となることから非常に相性が良いと見られており、これもニックスの一種と見られている。

#### 父ステイゴールド、母父メジロマックイーンの産駒の重賞勝ち馬
- 2004年産駒
  - ドリームジャーニー（母：オリエンタルアート）（朝日杯フューチュリティステークス、宝塚記念、有馬記念、大阪杯、神戸新聞杯、朝日チャレンジカップ、小倉記念）
- 2008年産駒
  - オルフェーヴル（母：オリエンタルアート）（中央競馬クラシック三冠、有馬記念2勝、宝塚記念、スプリングステークス、神戸新聞杯、フォワ賞2勝、大阪杯）
  - フェイトフルウォー（母：フェートデュヴァン）（京成杯、セントライト記念）
- 2009年産駒
  - ゴールドシップ（母：ポイントフラッグ）（皐月賞、菊花賞、有馬記念、宝塚記念2勝、天皇賞・春、神戸新聞杯、共同通信杯、阪神大賞典3勝）

#### 父ディープインパクト、母父ストームキャットの産駒の重賞勝ち馬
- 2010年産駒
  - アユサン（母：バイザキャット）（桜花賞）
  - キズナ（母：キャットクイル）（東京優駿、京都新聞杯、 ニエル賞、大阪杯、毎日杯）
  - ラキシス（母：マジックストーム）（エリザベス女王杯、大阪杯）
  - ヒラボクディープ（母：キャットアリ）（青葉賞）
- 2011年産駒
  - サトノアラジン（母：マジックストーム）（安田記念、京王杯スプリングカップ、スワンステークス）
  - エイシンヒカリ（母：キャタリナ）（ 香港カップ、 イスパーン賞、毎日王冠、エプソムカップ）
- 2012年産駒
  - リアルスティール（母：ラヴズオンリーミー）（ ドバイターフ、毎日王冠、共同通信杯）
- 2015年産駒
  - スタディオブマン（母：セカンドハピネス）（ 仏ダービー、 グレフュール賞）
- 2016年産駒
  - ラヴズオンリーユー（母：ラヴズオンリーミー）（優駿牝馬、 クイーンエリザベス2世カップ、 BCフィリー&メアターフ、 香港カップ、京都記念）
  - ダノンキングリー（母：マイグッドネス）（安田記念、毎日王冠、中山記念、共同通信杯）
- 2018年産駒
  - レッドジェネシス（母：リュズキナ）（京都新聞杯）

※他にも父ディープインパクト、母父父ストームキャットの配合では重賞馬としてビューティーパーラー（母父ジャイアンツコーズウェイ）を輩出している。

#### 父ディープインパクト、母父フレンチデピュティの産駒の重賞勝ち馬
- 2008年産駒
  - ボレアス（母：クロウキャニオン）（レパードステークス）
- 2010年産駒
  - ウリウリ（母：ウィキウィキ）（CBC賞、京都牝馬ステークス）
  - カミノタサハラ（母：クロウキャニオン）（弥生賞）
- 2011年産駒
  - ショウナンパンドラ（母：キューティゴールド）（秋華賞、ジャパンカップ、オールカマー）
- 2013年産駒
  - マカヒキ（母：ウィキウィキ）（東京優駿、弥生賞、 ニエル賞、京都大賞典）
- 2014年産駒
  - カデナ（母：フレンチリヴィエラ）（弥生賞、京都2歳ステークス、小倉大賞典）
  - アンジュデジール（母：ティックルピンク）（JBCレディスクラシック、エンプレス杯、スパーキングレディーカップ、マリーンカップ）
- 2016年産駒
  - メイショウテンゲン（母：メイショウベルーガ）（弥生賞）
- 2018年産駒
  - ヨーホーレイク（母：クロウキャニオン）（日経新春杯）

※他にも父ディープインパクト、母父父フレンチデピュティの配合では重賞馬としてステファノス、レイパパレ、シャイニングレイ、ベストアクター、カワキタエンカ、プラダリアを輩出している（母父はいずれもクロフネ）。

#### 父ディープインパクト、母父アンブライドルズソングの産駒の重賞勝ち馬
- 2012年産駒
  - ダノンプラチナ（母：バディーラ）（朝日杯フューチュリティステークス、富士ステークス）
- 2017年産駒
  - コントレイル（母：ロードクロサイト）（クラシック三冠、ジャパンカップ、ホープフルステークス、神戸新聞杯、東京スポーツ杯2歳ステークス）
  - レッドベルジュール（母：レッドファンタジア）（デイリー杯2歳ステークス）
- 2018年産駒
  - レッドベルオーブ（母：レッドファンタジア）（デイリー杯2歳ステークス）

#### 父父ディープインパクトまたはブラックタイド、母父キングヘイローの産駒の重賞勝ち馬
- 2017年産駒
  - ディープボンド（父：キズナ、母：ゼフィランサス）（京都新聞杯、阪神大賞典、フォワ賞）
- 2019年産駒
  - ウォーターナビレラ（父：シルバーステート、母：シャイニングサヤカ）（ファンタジーステークス）
  - イクイノックス（父：キタサンブラック、母：シャトーブランシュ）（天皇賞・秋2勝、ジャパンカップ、有馬記念、ドバイシーマクラシック、宝塚記念、東京スポーツ杯2歳ステークス）

※母父キングヘイロー産駒としては他に父ネオユニヴァース系からアサマノイタズラ、メイショウムラクモ、ディープインパクト系と同様にヘイローとリファールの双方を4代父に持つモーリス産駒からピクシーナイトを輩出しており、これらの産駒が全て2021年中に開催された重賞を制している。また2022年にはピクシーナイトの半弟でブラックタイド産駒のフェーングロッテンが重賞を勝利している。